# Forêts mixtes d'Europe centrale
Localisation
Les forêts mixtes d'Europe centrale forment une écorégion terrestre définie par le Fonds mondial pour la nature (WWF), qui appartient au biome des forêts de feuillus et forêts mixtes tempérées de l'écozone paléarctique. Elle recouvre les plaines centrales d'Europe centrale, depuis l'est de l'Allemagne et les rivages de la mer Baltique jusqu'à la Valachie roumaine et à l'oblast de Bryansk en Russie. Elle comprend de larges portions de la Pologne, de la Lituanie, de la Biélorussie et de l'Ukraine, ainsi qu'une extension en République tchèque.

## Galerie

Paysages de la forêt mixte d'Europe centrale
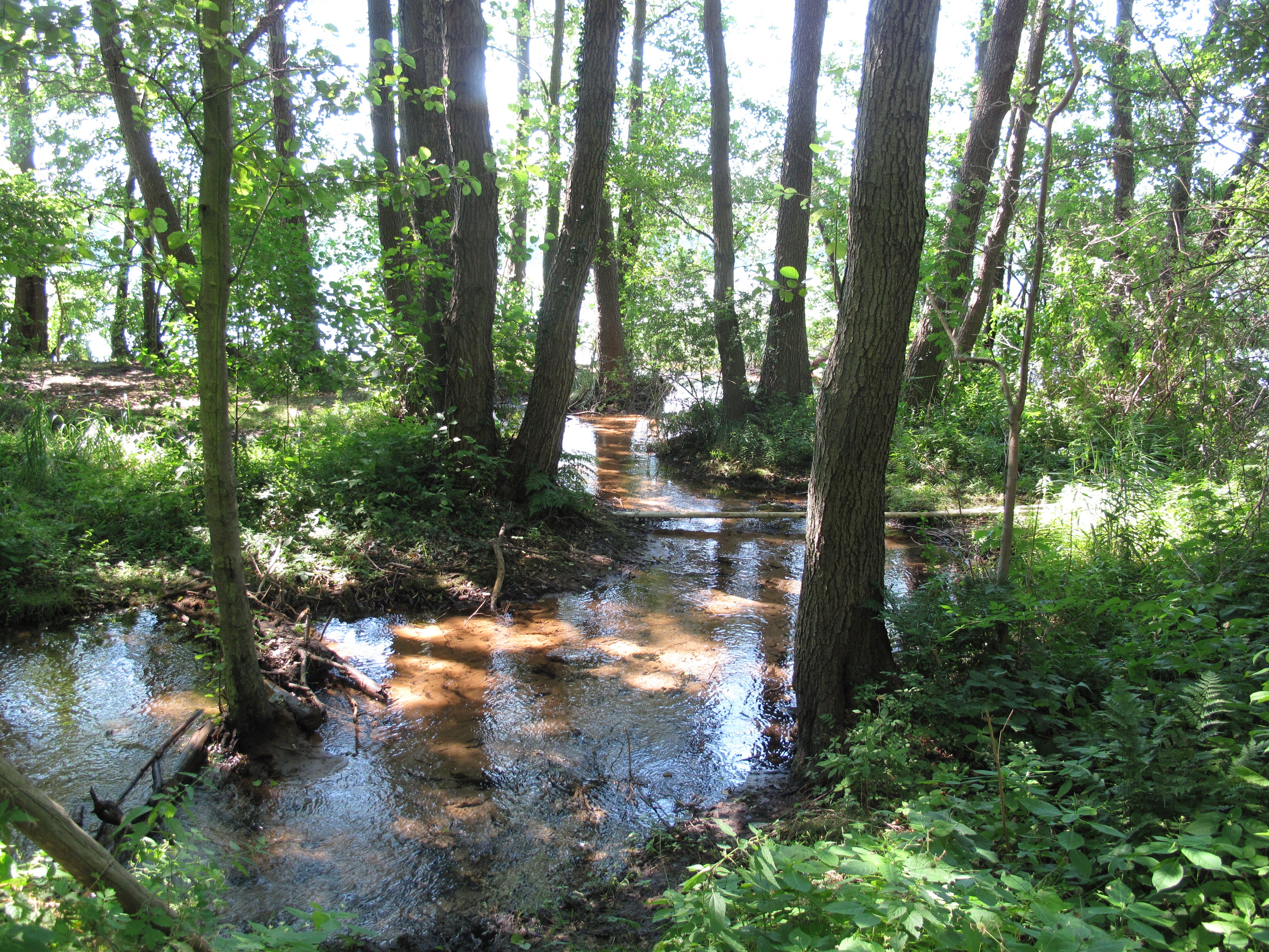
Parc naturel Dahme-Heideseen (de) en Brandebourg (Allemagne), 2013
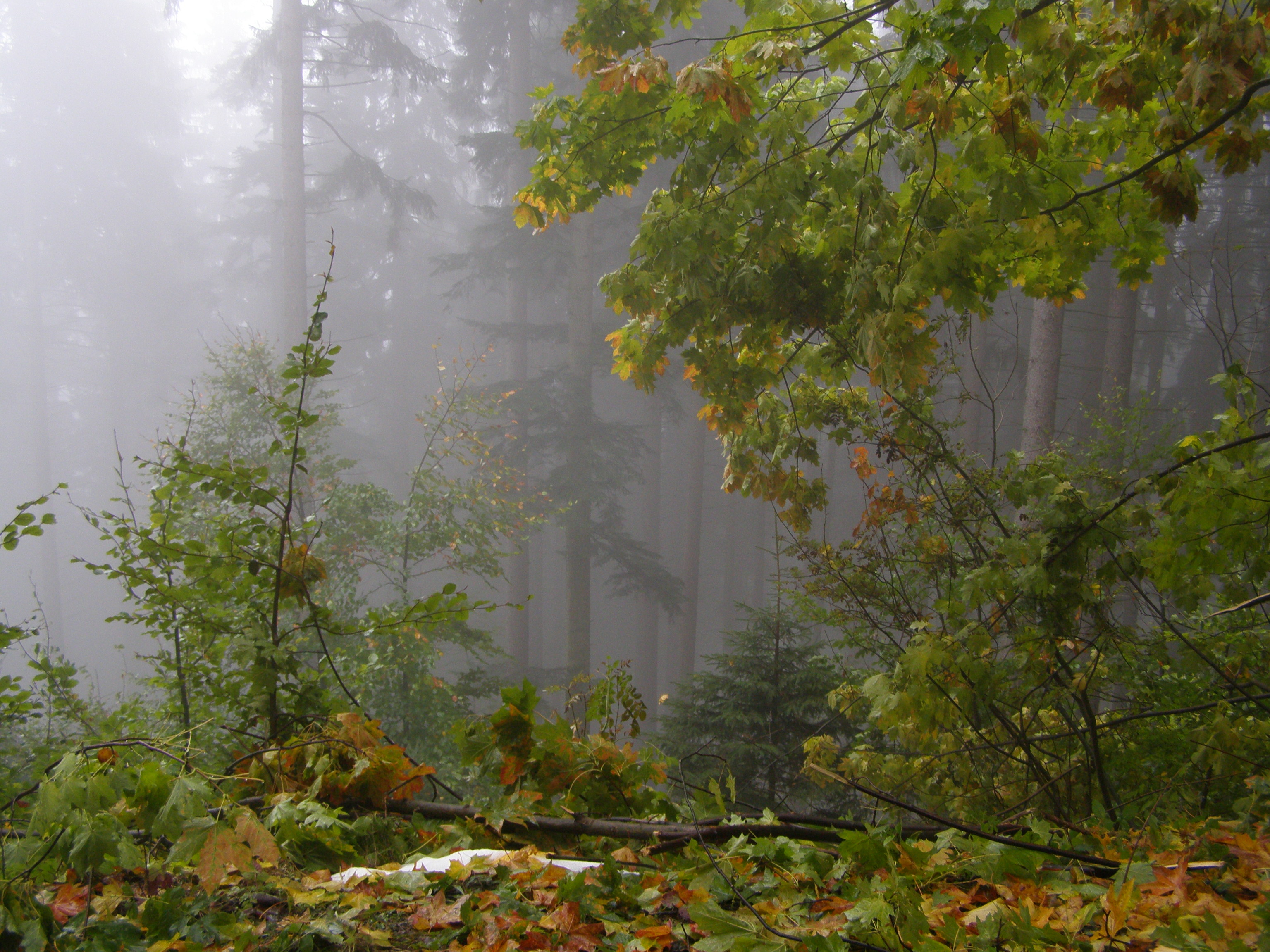
Moravie-Silésie (République tchèque), 2009
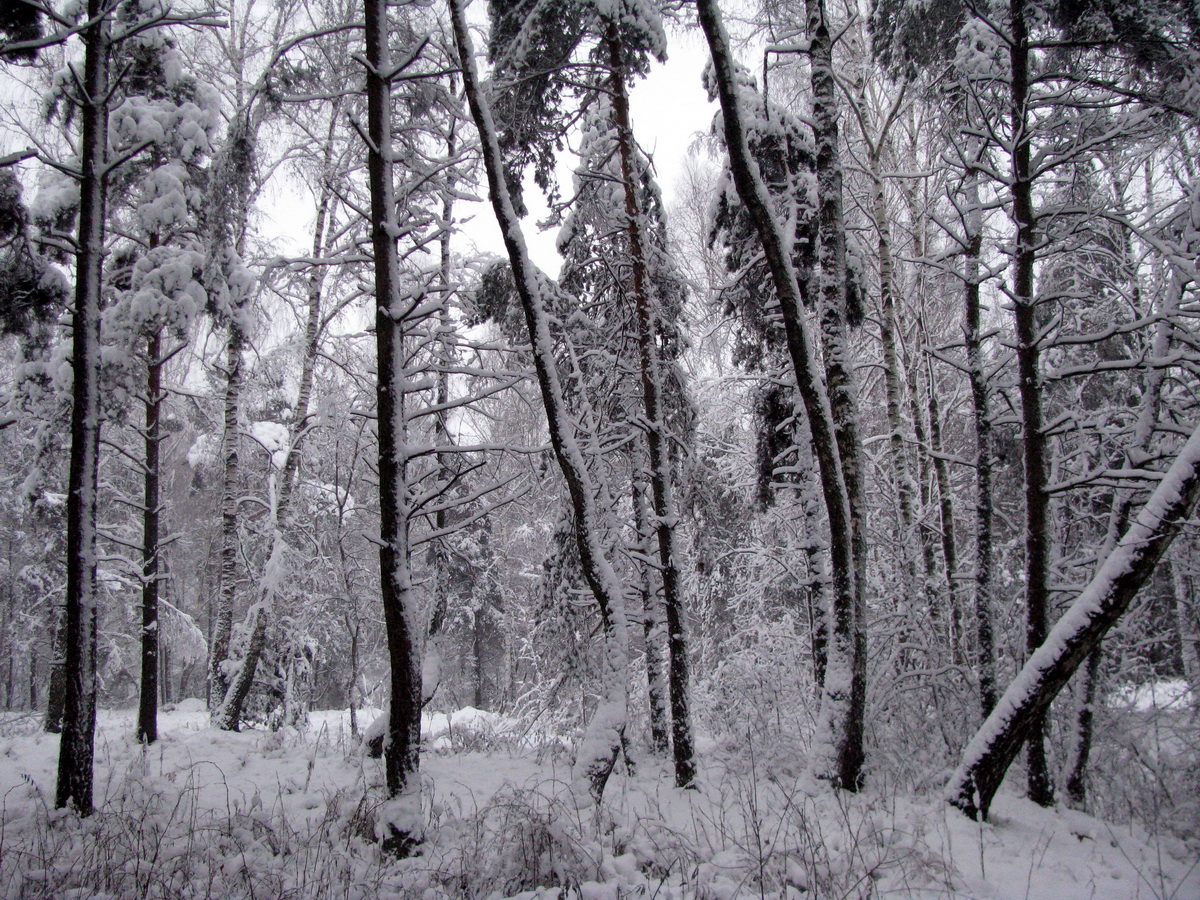
District de Kastsioukovitchy, voblast de Moguilev (Biélorussie), 2008
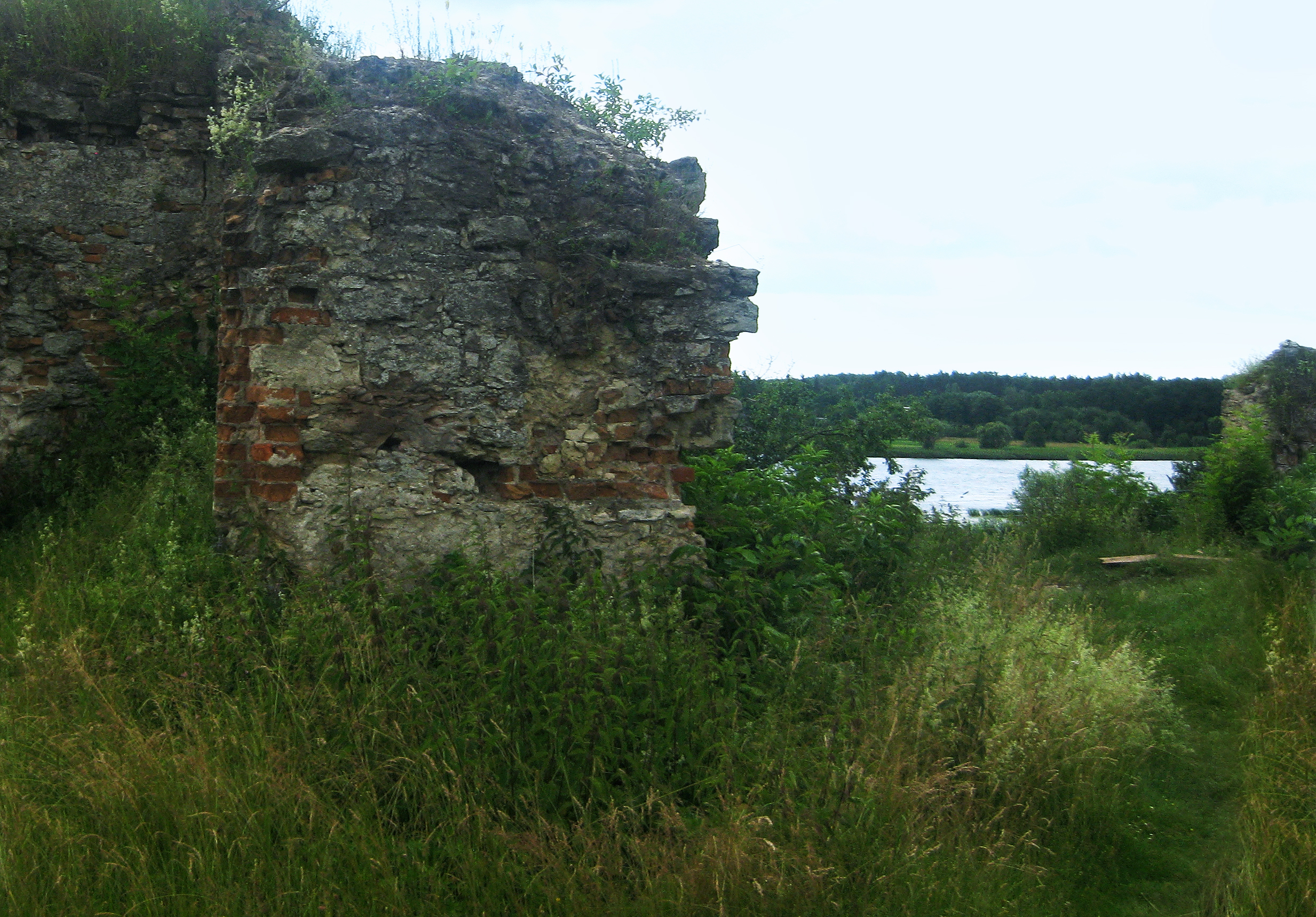
Oblast de Rivne, Ukraine, 2014